# Yelawolf
Майкл Уэйн Эта (англ. Michael Wayne Atha; 30 декабря 1979 года, Гадсден, Алабама) — американский рэпер, более известный под своим сценическим псевдонимом Yelawolf aka M.W.A. (Michael Wayne Atha). Был подписан на звукозаписывающие лейблы Shady Records и Interscope Records.

## Биография
Майкл родился в Гадсден, Алабама, в его жилах течет кровь европейцев и индейского племени чероки. Его родители развелись и он остался с матерью, менял огромное количество школ. Семья все время переезжала с места на место, поэтому Yelawolf успел пожить в Луизиане, Атланте, Нэшвилле, а также в Калифорнии, но своим истинным домом рэпер считает свою малую родину — город Гадсден, в который он с семьей вернулся после большого количества переездов.
Как и любой подросток, Yelawolf был одержим мечтой — стать профессиональным скейтбордистом. Он со своей командой ездил из одного города в другой, и, вероятно, мог бы стать скейтером, но всего лишь одно его решение полностью поменяло жизнь: Майкл занялся музыкой. Это сейчас у него подписанный контракт с Shady Records и успешный альбом, но раньше было все по-другому, когда даже в чужом городе ему негде было жить.

Спасибо Богу, что я сделал правильный выбор. Все те десять лет я шёл за мечтой, пытаясь её осуществить. Многие люди идут не до конца, не вкладывают все свои силы и поэтому 99 % из них не достигают успеха, они не будут жертвовать ничем. Они не понимают, что это нормально, когда у тебя не получается, у тебя должны быть трудности, ты не можешь постоянно быть на высоте, когда идешь за мечтой. У тебя есть риск потерять все: друзей, семью, все. Ничего не значит, только мечта. У меня не было никакого плана Б, я шёл только с планом А.

### Карьера
В 2005 году он участвовал в телешоу The Road to Stardom с Мисси Эллиот. В 2010 году, в интервью канадскому музыкальному веб-сайту Exclaim!, он заявил, что его вдохновением для хип-хоп прорыва стал André 3000 из американского рэп-дуэта OutKast.
В 2007 году Yelawolf был подписан на Columbia Records и записал альбом Fearin' And Loathin' In Smalltown, U.S.A., но альбом не был выпущен и он ушёл из лейбла в тот же самый год. В 2010 он принял гостевое участие на Friday Night At St.Andrews (альбоме участника группы D-12 — Bizarre), появился на альбомах Big Boi, Paul Wall и Juelz Santana. Его микстейп, Trunk Muzik 0-60 — был его первым проектом совместно с мейджор-лейблом, и был выпущен 22 ноября 2010 под знаком Ghet-O-Vision Entertainment и Interscope Records.
В марте 2011 года на обложке известного журнала XXL, он появился рядом с Эминемом и новыми лицами Shady Records 2.0 — американской андеграунд-рэп-группой — Slaughterhouse. Его первый студийный альбом Radioactive появился на полках музыкальных магазинов 21 ноября 2011 года.
1 ноября 2019 года Yelawolf выпустил альбом "Ghetto Cowboy". Пластинка стала первой самостоятельной работой после ухода с лейбла Shady Records.

## Дискография

### Студийные альбомы
- Creek Water (2005)
- Fearin' And Loathin' In Smalltown, U.S.A. (2007)
- Radioactive (2011)
- Love Story (2015)
- Trial By Fire (2017)
- Trunk Muzik 3 (2019)
- Ghetto Cowboy (2019)
- Mud Mouth (2021)
- Sometimes Y (2022)
- War Story (2024)

### EP
- Arena Rap (2008)
- Trunk Muzik 0-60 (2010)
- Hotel (2016)

### Совместные альбомы
- The Slumdon Bridge EP (совместно с Эдом Шираном) (2012)
- Psycho White EP (совместно с Трэвисом Баркером) (2012)
- Black Fall EP (совместно с DJ Paul) (2013)
- Catfish Billy X Cub da CookUpBoss EP (совместно с Cub da CookUpBoss) (2017)
- Catfish Billy X Cub da CookUpBoss Slumtrap EP (совместно с Cub da CookUpBoss) (2019)

### Микстейпы
- Piss’n in a Barrel of Bee’z (2005)
- Ball of Flames: The Ballad of Slick Rick E. Bobby (2007)
- Stereo (2008)
- Trunk Muzik (2010)
- Heart of Dixie (2012)
- Trunk Muzik Returns (2013)

### Соло-синглы
| Название                                  | Год  | Альбом                                    |
| ----------------------------------------- | ---- | ----------------------------------------- |
| Kickin'                                   | 2007 | Fearin' And Loathin' In Smalltown, U.S.A. |
| Pop The Trunk                             | 2010 | Trunk Muzik 0-60                          |
| I Just Wanna Party (ft. Gucci Mane)       | 2010 | Trunk Muzik 0-60                          |
| Daddy's Lambo                             | 2011 | Trunk Muzik 0-60                          |
| Hard White (Up In The Club) (ft. Lil Jon) | 2011 | Radioactive                               |
| Let's Roll (ft. Kid Rock)                 | 2012 | Radioactive                               |
| Push'Em (with Travis Barker)              | 2012 | Psycho White                              |
| Box Chevy V                               | 2014 | Love Story                                |
| Honey Brown                               | 2014 | TDE                                       |
| Till It’s Gone                            | 2014 | Love Story                                |
| Whiskey In A Bottle                       | 2015 | Love Story                                |
| American You                              | 2015 | Love Story                                |
| Best Friend (ft. Eminem)                  | 2015 | Love Story                                |
| Devil In My Veins                         | 2015 | Love Story                                |
| To Whom It May Concern                    | 2015 | Trial By Fire [?]                         |
| Daylight                                  | 2016 | Trial By Fire                             |
| Shadows                                   | 2016 | Trial By Fire                             |
| Row Your Boat                             | 2017 | Trial By Fire                             |
| Punk                                      | 2017 | Trial By Fire                             |
| Get Mine                                  | 2017 | Trial By Fire                             |

### Гостевые появления (совместные треки)
| Год  | Название                                                              | Место в чартах США | Место в чартах США | Место в чартах США | Альбом                                        |
| Год  | Название                                                              | U.S.               | U.S. R&B           | U.S. Rap           | Альбом                                        |
| ---- | --------------------------------------------------------------------- | ------------------ | ------------------ | ------------------ | --------------------------------------------- |
| 2009 | «Rocketman» (Prof & St. Paul Slim)                                    | —                  | —                  | —                  | Recession Music                               |
| 2009 | «I Run» (Slim Thug)                                                   | —                  | 49                 | 20                 | Boss of all Bosses                            |
| 2009 | «Mixin' Up the Medicine» (Juelz Santana)                              | —                  | —                  | —                  | Born to Lose, Built to Win                    |
| 2010 | «Down this Road» (Bizarre)                                            | —                  | —                  | —                  | Friday Night at St. Andrews                   |
| 2010 | «You Ain’t No DJ» (Big Boi)                                           | —                  | —                  | —                  | Sir Lucious Left Foot: The Son of Chico Dusty |
| 2010 | «Live It» (Paul Wall featuring Jay Electronica and Raekwon)           | —                  | —                  | —                  | Heart of a Champion                           |
| 2011 | «Worldwide Choppers» (Tech N9ne featuring Twista and Busta Rhymes)    | —                  | —                  | —                  | All 6s and 7s                                 |
| 2011 | «Let’s Go» (Travis Barker featuring Lil Jon, Busta Rhymes and Twista) | —                  | —                  | —                  | Give the Drummer Some                         |
| 2011 | «2.0 Boys» (Eminem featuring Slaughterhouse and Yelawolf)             | —                  | —                  | —                  | TBA                                           |
| 2011 | «Rough» (Game featuring Yelawolf)                                     | —                  | —                  | —                  | The R.E.D. Album                              |
| 2016 | «Out Of Control featuring Travis Barker»                              | —                  | —                  | —                  | Psycho White 2 [?]                            |
|      |                                                                       |                    |                    |                    |                                               |